# Tałda (rejon ust-koksiński)
Tałda (ros. Талда) – wieś w Rosji, w Republice Ałtaju, w rejonie ust-koksińskim. W 2010 liczyła 712 mieszkańców.